# Ala-ud-Daulah Mirza bin Baysonqor (padre de Ibrahim Mirza)
Ala-ud-Daulah Mirza bin Baysonqor (Herat, 1417-Rustamdar, 1460) fue un príncipe timúrida que gobernó en Herat entre 1447-1448 y en 1450 (tal vez hasta 1451).
Era hijo de Gīāṭ al-dīn Bāysonḡor (muerto en 1433) considerado el probable heredero de Shah Rukh. A la muerte de su padre recibió su lugar de emir y diwan con derecho a recaudar impuestos en algunas provincias concedidas como soyūrḡāl (fondo caritativo); se supone que Gurgan y Mazandaran eran parte. Sus hermanos Muhammad y Abu l-Kasim Babur Mirza recibieron pensiones pero ningún territorio. En 1434/1435 participó en la tercera campaña de Shahruk al Azerbaiyán contra los Kara Koyunlu. Fue padre de dos hijos: Baysunkur (1435) e Ibrahim Mirza (1440). Tenía fama de dedicarse mucho al buen comer y al juego.
Los hijos de Shah-Rukh murieron progresivamente: en 1427 Suyurghatmish de Kabul, en 1433 Baysunghur de Gurgan, en 1435 Ibrahim Sultan de Fars y en 1445 Mirza Muhammad Juki. En 1442 estalló la rivalidad entre Ala al-Dawla, que tenía el apoyo de la reina Gawhar Shad (esposa de Shah-Rukh) y su primo Abd al-Latif Mirza, hijo de Ulugh Beg. En 1444/1445 Shah-Rukh enfermó, agitando las luchas sucesorias, con la reina Gawharshad conspirando para poner en el trono a Ala al-Dawla al que hizo proclamar heredero y forzó a un grupo de oficiales de hacerle juramento de fidelidad; Shah-Rukh se recuperó (1445/1446) pero poco después su hijo Mirza Muhammad Juk murió, lo que dejaba como único hijo vivo a Ulugh Beg, y situaba a este en la mejor posición para aspirar a la sucesión. El nombramiento de Ala al-Dawla como heredero quedó en suspenso por miedo a la reacción de Ulugh Beg, a pesar del apoyo de la reina Gawhar Shad.
En 1446 estalló la revuelta en Persia occidental de Sultan Muhammad Mirza ibn Miran Shah (este nombre no figura en la lista de hijos de Miran Shah, por lo que algunas fuentes lo identifican con Sultan Muhammad ibn Baysonghor) que ocupó Hamadan e Isfahán y sitió Shiraz (noviembre-diciembre de 1446) expulsando a Abd Allah ibn Ibrahim, hijo de Ibrahim Sultan, que se refugió con su abuelo Shah-Rukh. Este reunió el ejército para ir a combatir al rebelde. Lo acompañaron Abd al-Latif Mirza y la reina Gawhar Shad mientras Ala al-Dawla se quedó en Herat como gobernador y con el control del tesoro. Shah-Rukh llegó a Fars y no encontró resistencia; Sultan Muhammad Mirza huyó a las montañas y los principales jefes tribales rebeldes fueron castigados severamente. En Sava, por instigación de Gawhar Shad, fueron ejecutados algunos sayyids, un hecho excepcional al que no se habrían atrevido Ulugh Beg o el mismo Tamerlán y aún aparece más extraño en el piadoso Shah-Rukh. Poco después este enfermo (se dijo como castigo divino por haber matado a sayyids) y murió a Rayy el 12 de marzo de 1447.
Gawhar Shad, para contentar a Ulugh Beg, propuso el nombramiento al frente del ejército (que tenía que devolver al Jorasán) de Abd al-Latif. Este apoyaba a su padre Ulugh Beg como sucesor de Shah-Rukh, pero la abuela esperaba así parar la primera vez, mientras enviaba un mensajero secreto a Herat para avisar a Ala al-Dawla de la muerte de Shah-Rukh y prepararse para una eventual asunción del poder, ya que se encontraba con todos los elementos necesarios para ser proclamado y reconocido sultán, aunque de momento actuó con prudencia. Abd al-Latif aceptó el mando ofrecido. Cuando Ulugh Beg supo de la muerte de Shah Rukh y el nombramiento de su hijo, considerándose el sucesor natural, reunió tropas para ir a Herat a reclamar la sucesión.
Mientras Abd al-Latif había comenzado el retorno hacia el Jorasán; dos príncipes desertaron del ejército con algunas tropas, Babur Mirza (Abu l-Kasim Babur ibn Baysonghor) y Khalil Sultan ibn Muhammad ibn Jahangir; también se fue una princesa hija de Shah-Rukh. Los dos príncipes saquearon la Ordu Bazar y huyeron al Jorasán. Abd al-Latif restauró la disciplina con algunas ejecuciones e inició el camino el 16 de marzo de 1447 (tres días después de la muerte de Shah-Rukh). Debía reunirse con Ulugh Beg en el noroeste del Jorasán y luego marchar desde allí (vía Nisa y Abiward) hacia el norte, a Samarcanda, con el cuerpo de Shah-Rukh. Cuando estaban entre Rayy y Semnan, Abd al-Latif hizo arrestar a Gawhar Shad y los Turkhan (nobles) y parientes que le apoyaban y siguió para reunirse con su padre Ulugh Beg. Se encontró con la primera resistencia en Damghan que debió ocupar por la fuerza. Cuando llegó a Bistam supo que Babur Mirza (Abu l-Kasim Babur ibn Baysonghor) había obtenido el apoyo de las tropas timúridas de Gurgan (Astarabad) mandadas por el emir Hinduka, que estaban allí estacionadas con la misión de luchar contra los uzbekos. Tras dominar Gurgan, Babur dominó el Mazandaran controlando la ruta desde Jorasán occidental hacia el norte en dirección a Samarcanda.
Como Ulugh Behg había encontrado dificultades para el asunto de Abu Bakr ibn Kutb al-Din Muhammad, se retrasó y no llegó al lugar convenido con Abd al-Latif; este avanzó entonces hacia el este, hacia Nishapur. Mientras Ala al-Dawla, estaba en Herat pero no había tomado el título de sultán por temor a Ulugh Beg, y siguió haciendo la khutba en nombre del difunto Shah-Rukh, pero cuando se enteró del encarcelamiento de Gowhar Shad, tomó el título, movilizando a las tropas de Herat y enviando un destacamento a Mashhad que fue ocupada. El tesoro de Shah-Rukh (la parte que estaba en Herat) lo repartió entre las tropas para asegurar su fidelidad.
Abd al-Latif, mientras, había llegado a Nishapur donde supo de la rebelión de Ala al-Dawla y su ocupación de Mashhad. No tomó ninguna medida y fue atacado repentinamente por fuerzas leales a Ala al-Dawla en las cercanías de Nishapur el 20 de abril de 1447 siendo derrotado y hecho prisionero. Gowhar Shad fue liberada y enviada hacia Herat, junto con el prisionero Abd al-Latif. Ala al-Dawla fue a encontrar a la reina a Sadabad, cerca de Jam; al cautivo Abd al-Latif lo hizo encerrar a la fortaleza de Ikhtiyar al-Din; el cuerpo de Shah-Rukh, que había caído en manos de las fuerzas de Ala al-Dawla, fue enterrado en el mausoleo de Baysunghur (Ghiyath al-Din Baysonghor) en la madraza de Gawhar Shad. Entonces Ala al-Dawla tomó personalmente el mando del ejército de Herat y marchó hacia el noreste contra Ulugh Begh.
Este estaba en Balkh cuando supo de la derrota y captura de su hijo en Nishapur. Decidió abrir negociaciones con Ala al-Dawla, al que envió un embajador de nombre Sadr Nizam al-Din Mirak Mahmud que le aseguró que el sultán no tenía ningún proyecto hostil contra Herat. Ala al-Dawla, que no iba sobrado de fuerzas y no quería luchar contra el ejército más numeroso de Ulugh Beg, estaba dispuesto a aceptar un acuerdo. Fue entonces cuando Babur Mirza que dominaba Gurgan y Mazandaran se acercó por el oeste del Jorasán y ocupó una posición de Ala al-Dawla en la frontera de sus dominios cerca de Jam. Ala al-Dawla ante dos enemigos potenciales, se vio abocado al pacto al que ya estaba predispuesto. Firmó un tratado con Ulugh Beg por el que el valle del Chechektu y el valle del Murgab serían los límites entre las posesiones de Ala al-Dawla y de Ulug Beg (valle del Murghab al noroeste). Abd al-Latif fue liberado y devuelto a su padre. Ulug Beg dio a su hijo el gobierno de Balkh y se dirigió de regreso hacia Samarcanda. Ala al-Dawla firmó otro tratado con su hermano Babur Mirza que establecía el límite entre las respectivas posesiones en Kushan.
La paz fue de corta duración; contra lo que se había pactado, Ala al-dawla retenía prisioneros a nukars de Abd al-Latif (que habían caído en sus manos después de la batalla de Nishapur) y además nombró comandante de la frontera de Chechektu a Mirza Saleh, un enemigo personal de Abd al-Latif. En invierno del mismo año el enfrentamiento entre Ulugh Beg y Ala al-Dawla se reanudó. Abd al-Latif ocupó Chechektu y Saleh y Ala al-Dawla tuvo que huir hacia Herat. En revancha Ala al-Dawla hizo matar a los nukars prisioneros y aunque era pleno invierno marchó contra Balkh; Abd al-Latif se retiró hacia la ciudad de Balkh donde quedó bloqueado y pidió ayuda a su padre Ulugh Beg. Este contactó con Ala al-Dawla al que recriminó que antes de hacer la guerra debía haber apelado a su mediación enviando una queja a su corte a Samarcanda. Ala al-Dawla consintió volver a Herat pero en Chechektu hizo construir una fortaleza y como era invierno y no se podían conseguir materiales, empleó los de las cisternas de Jam construidas por los pobres. La población del Jorasán debido a la guerra prolongada estaba pasando hambre y carecía también de ropas para poder hacer frente al invierno que en aquel momento era extremadamente frío.
En primavera de 1448 Ulugh Beg y Abd al-Latif decidieron reanudar la guerra juntos y levantaron un ejército de 90.000 hombres, dispuestos a someter Herat. El ejército avanzó hacia el Jorasán. Ala al-Dawla estaba preparando las fiestas de la circuncisión de un hijo cuando supo que los enemigos habían cruzado el Amu Daria; con un ejército menos numeroso, los fue a encontrar en Tarn o Tarnab a 14 farsakhs de Herat (unos 65 o 70 km). Gracias a una traición el ejército de Ulugh Beg y Abd al-Latif consiguió la victoria (primavera de 1448) y Ala al-Dawla tuvo que huir hacia Mashhad y luego hacia Kushan, pidiendo asilo a su hermano Babur Mirza que le concedió y le prometió que le ayudaría a recuperar Herat. A esta ciudad, al conocerse la derrota, los jefes militares también huyeron, así como la reina Gawhar Shad. Sólo la fortaleza Neretü ofreció resistencia a los atacantes pero después de un asedio fue conquistada al asalto mientras Abd al-Latif ocupaba la fortaleza de Ikhtiyar al-Din donde había sido prisionero. Ulugh Beg entró en Herat y se aseguró el dominio de todo el norte del Jorasán. De allí se fue al oeste, ocupando Mashhad sin lucha excepto el fortín de Imad que no logró ocupar, ya que allí era donde Ala al-Dawla guardaba una parte de su tesoro y la había repartido a sus soldados cuando huyó hacia Kushan.
Tras varias alternativas, Ulugh Beg retornó a Samarcanda y Babur Mirza comenzó a avanzar. Abd al-Latif, enfrentado a la revuelta del turcomano Kara Koyunlu Yar Ali, abandonó Mashhad cuando se acercó Babur Mirza y se dirigió a Herat. Babur Mirza avanzó hacia Sarakhs, pero envió una parte de sus fuerzas contra Abd al-Latif en Herat; por su parte las fuerzas de Yar Ali asediaron Herat; con alguna ayuda de su padre, Abd al-Latif pudo hacer levantar el asedio, pero incapaz de hacer frente a la revuelta de Yar Ali y luchar contra Babur, huyó a la corte de su padre; Ulugh Beg a su regreso lo envió hacia Balkh. Las fuerzas de Babur Mirza entraron en Herat y la saquearon durante tres días y entonces fueron expulsados por Yar Ali, que se había escapado de Neretü donde había sido encarcelado, el que ocupó la ciudad y la dominó durante 20 días, siendo bastante popular; mientras las fuerzas de Babur permanecían en las cercanías; entonces llegó Babur Mirza, reorganizó sus fuerzas y sobornó a alguien para dar un narcótico a Yar Ali (1449). El territorio timúrida al sur del Oxus fue independiente de Transoxiana durante unos años, hasta que Herat fue recuperada por Abu Said en 1458.
Poco después de que Babur Mirza tomara el control de Herat dio el gobierno de Tun a su hermano Ala al-Dawla al que al cabo de unas semanas sustituyó su hijo Ibrahim ibn Ala al-Dawla. Ala al-Dawla e Ibrahim fueron acusados de conspirar para apoderarse de Herat y fueron encarcelados. Babur era un desordenado, borracho y algo incapaz y su gente cometía todo tipo de abusos contra la población. El emir Hinduka, jefe del ejército, comenzó a planear su derribo con ayuda de Ulugh Beg, al que envió un emisario, el emir Eidekli; pero este fue hecho prisionero por Abd al-Latif que lo entregó a Babur Mirza, ante el que reveló el complot. Babur Mirza ordenó el ataque a Hinduka, que no se lo esperaba, y aunque hizo prodigios de valor, fue derrotado y muerto.
Este le dio apoyo y se marchó con su ejército hacia el Jorasán (1450). Babur Mirza fue derrotado en Jam (no muy lejos de Mashhad) y tuvo que huir con sólo ocho hombres refugiándose en la fortaleza de Imad. Entonces Sultan Muhammad Mirza y Ala al-Dawla entraron en Herat y liberaron a Ibrahim ibn Ala al-Dawla. Sultan Mahmud, hijo de Babur Mirza, fue bien tratado y enviado con su madre. Pero Babur se recuperó y en un combate hizo prisionero a Sultan Muhammad y lo ejecutó (1450 o 1451) recuperando Herat, de donde huyeron Ala al-Dawla e Ibrahim. Entonces Babur se dirigió a Shiraz para lograr el control de la Persia timúrida pero el emir de los kara Koyunlu, Jahan Shah, que permanecía como nominal vasallo timúrida, se sublevó y sitió Qom y Sava o Saveh. Babur marchó contra él pero fue rechazado y tuvo que retornar a Herat al enterarse de que Ala al-Dawla intentaba volver al Jorasán. Este atacó Herat pero fue rechazado por los emires y huyó con Djahanshah. Después estuvo en el exilio en las estepas de Qiptxaq y con los uzbekos.
Al morir Babur en marzo de 1457, Ibrahim ibn al-Dawla aprovechó que su hijo y sucesor, Sultan Mahmud o Shah Mahmud, era un menor de 11 años, para obtener el apoyo de los emires, notables y ulemas y ocupó el poder. Abu Said (hijo de Sultan Muhammad) que ahora gobernaba en Samarcanda, quiso aprovechar para conquistar Herat, y puso cerco a la ciudad que duró unos dos meses en el verano de 1457; el asedio tuvo que ser levantado sin obtener ningún resultado positivo aunque al mismo tiempo se dominó Kabul. Poco después Ibrahim fue derrotado por Jahan Shah, en Gurgan (Astarabad) y se quedó sin ejército; los gobernadores de las fortalezas no le obedecían y Ala al-Dawla vino desde su retiro para ayudar a su hijo y tomó brevemente el gobierno de Herat, donde impuso un par de nuevos impuestos para recaudar dinero para levantar un nuevo ejército, pero el ejército de los turcomanos se presentó en la ciudad y ambos acabaron huyendo hacia Ghur. Herat cayó en manos de los kara Koyunlu en junio de 1458. Djahan Shah entró en Herat el 28 de junio de 1458 y la conservó unos meses pero en noviembre de 1458, debido a dificultades de abastecimiento, a la fuga de la cárcel a Tabriz de su hijo Husayn Ali que había levantado un ejército, y con el ejército de Abu Said al acecho por el río Murghab, hizo un pacto con este último, por el que devolvía Jorasán pero conservaba el resto de Persia (primeros de diciembre) y poco después la abandonó y pasó pacíficamente al sultán de Samarcanda, que entró en Herat sin oposición el 22 de diciembre de 1458.
En marzo de 1459, tres príncipes timúridas, Ala al-Dawla, su hijo Ibrahim ibn Ala al-Dawlah y Sultan Sandjar o Sanjar (que es señalado como hijo de Amirak Ahmad y nieto de Umar Shaykh), alentados por el emir Djahan Shah, intentaron recuperar Herat, pero fueron derrotados por Abu Said en la batalla de Sarakhs, cerca de esta ciudad. Sandjar fue hecho prisionero y ejecutado; Ala al-Dawla y su hijo pudieron huir a Sabzawar; Ibrahim murió el 6 de agosto de 1459, cerca de Mashhad, y Ala al-dawla a finales del año siguiente se exilio en Rustamdar donde murió en 1460. Su cuerpo fue llevado a Herat para ser enterrado el 6 de diciembre de 1460.